# Мучак Іван Володимирович
Іван Володимирович Мучак (нар. 7 липня 1991) — український футболіст, захисник «Інгульця».

## Життєпис
Іван Мучак народився 7 липня 1991 року. В ДЮФЛ виступав у складі МФК «Ковель» та «BRW-ВІК». 2008 року в розіграші аматорського Кубка України провів два матчі за команду «БРВ-ВІК» (Володимир-Волинський). 2011 та 2014 грав за футзальні команди «Шанс-Авто» (Ковель) та «Апперкот» (Ковель). 2012 та 2013 роки провів у складі молодіжної команди «Волині». З початку 2014 року по літо 2015 року грав за аматорську команду «Гірник» (Соснівка, Львівська область). У 2015 році в першій професійній лізі захищав кольори тернопільської «Ниви» — провів 15 офіційних матчів, забив один м'яч.